# 유치 (산주후)
유치(劉齒, ? ~ 기원전 111년)는 전한 중기의 황족이자 군인으로, 성양공왕의 아들이다.

## 행적
원삭 4년(기원전 125년), 산주후(山州侯)에 봉해졌다.
원정 5년(기원전 112년), 주금을 법도에 맞지 않게 한 죄로 작위를 빼앗겼다.
이듬해 가을, 민월(閩越)의 여선(餘善)이 군사를 일으켜 장군 추력(騶力) 등을 탄한장군(呑漢將軍)이라 부르고 백사(白沙)·무림(武林)·매령(梅嶺)으로 쳐들어가게 하여 그곳에 주둔한 전한의 교위(校尉) 셋을 죽였다. 유치는 대농령 장성과 함께 장군이 되어 토벌을 맡았으나, 둘은 감히 공격하지 못하고 오히려 안전한 곳으로 물러나니 결국 둘 다 죄를 받아 주살되었다.

## 출전
- 사마천, 《사기》
  - 권21 건원이래왕자후자연표
  - 권114 동월열전
- 반고, 《한서》
  - 권15상 왕자후표 上
  - 권95 서남이양월조선전

| 선대 (첫 봉건) | 전한의 산주후 기원전 125년 3월 을축일 ~ 기원전 112년 | 후대 (봉국 폐지) |